# Венценосные орлы
Венценосные орлы (лат. Stephanoaetus) — олиготипический род больших хищных птиц из Африки и Мадагаскара. В настоящее время существует только один вид. Венценосные орлы становятся взрослыми в 3-5 лет. Продолжительность жизни 14 лет. Этот род выделился в голоцене, около 126 тысяч лет назад.

## Описание
Представители этого рода довольно крупные птицы. В настоящее время рост ныне живущего венценосного орла составляет от 80 до 99 см. .Присутствует половой диморфизм: самки крупнее самцов. Взрослые птицы имеют темное оперение. Спина обычно серо-черная, нижняя сторона тела палевая или ржавая с темными полосами. Очень сильные лапы, вооруженные мощными когтями . Желтые глаза. Молодых птиц можно узнать по более светлому оперению. Самцы весят около 3,5 кг, самки - около 3,8 кг (хотя порой указываются данные от 3,2 до 4,7 кг у самцов и от 2,55 до 4,12 кг у самок, которые обычно на 10-15% крупнее своих партнеров. Вымерший мадагаскарский орёл был гораздо крупнее ныне живущих и весил более 7 килограммов.
Венценосный орёл обитает в Африке к югу от Сахары, от Сенегамбии и Гвинеи на западе до Кении и Эфиопии на востоке и на юге до Анголы, на северо-востоке Ботсваны, а также на востоке и юго-востоке Южной Африки . Обитает в тропических лесах и их опушках вблизи рек, в том числе в саваннах и полупустынях .
Орлы регулярно облетают свою территорию и отгоняют других хищников.
Среди жертв великого воина — горные козлы, кустарниковые птицы южнее Сахары, дукеры (Cephalophini), небольшие обезьяны. Ранее считалось, что эти птицы охотились на домашних животных, например собак или кошек, однако исследования 2016 года этому противоречат. Вымерший S. mahery охотился на лемуров. 

## Размножение
Кладка состоит из 1-2 яиц. Высиживают птицы яйца 49 дней. 

## Классификация
- Венценосный орёл (Stephanoaetus coronatus).
- † Мадагаскарский венценосный орёл (Stephanoaetus mahery).